# Stefan Żeromski
Stefan Żeromski   (Kielce, 14 d'octubre de 1864 - Varsòvia, 20 de novembre de 1925), fou un novel·lista i dramaturg polonès. Va ser descrit com «la consciència polonesa».
També va escriure sota els pseudònims Maurycy Zych, Józef Katerla i Stefan Iksmoreż. Va ser nominat quatre vegades per al Premi Nobel de Literatura.

## Biografia
Els anys de la seva infància van transcórrer entre l'ensurt de la repressió russa de la revolució polonesa de 1864, i aquell record va ser tan profund en ell, que va haver de reflectir-ho a les seves primeres obres. Va fer els seus primers estudis a Kielse i després va passar a Varsòvia; però l'escassetat dels seus recursos el va obligar a buscar una feina de preceptor, amb la qual alternava els primers assajos literaris.
El 1892, l'estat de la seva salut, compromesa pel treball i les privacions, el va obligar a buscar un clima més benigne, i es va traslladar a França i d'allà a Suïssa, on va residir alguns anys com a empleat de la Biblioteca de Rappersville. Ja llavors havia donat a conèixer alguns contes i novel·les curtes, i animat per l'èxit, així com per una forta vocació, va decidir dedicar-se completament a la literatura.
De tornada a la seva pàtria, va publicar la novel·la Els corbs i les cornelles ens devoraran, (1896), obra impregnada de profund pessimisme a les destinacions de la pàtria, que va tenir gran èxit, superat per Els treballs de Sísif (1898), i, sobretot, per Els desemparats, novel·la de gran alè i desigual, en què l'autor aborda amb radicalisme apassionat els problemes socials del seu temps. El 1904 va aparèixer la que es considera com la seva obra mestra, Les Cendres. És una mena d'epopeia de les guerres napoleòniques, quadre mal compost, però ric en aspectes variats, en què novament la inspiració, pessimista de l'autor s'acusa pel contrast entre l'heroisme de les legions poloneses i l'atonia de Polònia, entre la enormitat de l'esforç i la nul·litat del resultat.
El fracàs de la revolució russa de 1905 va inspirar en part la novel·la Història d'un pecat de cru realisme (1906). El 1908 va abordar el teatre amb La cançó del helmán seguit de Rosa (1909) i de Sulkowski (1910); però la seva inspiració essencialment lírica s'acomodava malament a les exigències escèniques, per la qual cosa va tornar al gènere que tants triomfs li havia proporcionat, la novel·la, amb la titulada La bellesa de la vida (1912), la clara tonalitat del qual contrasta amb conjunt de la producció de l'autor. Durant la guerra va escriure una trilogia, La lluita contra Satan, composta de La conversió de Judes (1916), La tempesta (1916) i Caridad (1919).
Amb la impressió produïda per l'adveniment del bolxevisme va renovar les seves temptatives dramàtiques amb l'obra entre actes Més blanc que la neu (1920), en què apareix completament amo de la tècnica teatral, i que va obtenir èxit clamorós, igual que El guant blanc (1921). A l'any següent va aparèixer, El vent del mar, en què evoca, en forma magnífica, la lluita secular d'alemanys i eslaus á les ribes del Bàltic. Aquesta obra, que constitueix un vibrant himne patriòtic, va aixecar el més viu entusiasme a Polònia, però va privar al seu autor del Premi Nobel, que estava a punt de rebre, per considerar-lo excessivament nacionalista. El 1923 va donar un drama històric i el 1924 una novel·la titulada Preludis de primavera en què analitzava les inquietuds de la joventut del seu temps, influïda per les noves doctrines. El 1925, la seva comèdia La guatlla ha fugit va obtenir extraordinari èxit. Pel seu incessant interès en els problemes nacionals i socials, per la seva valentia, inquietud espiritual i magnífic estil, Zeromski va ser una de les primeres figures de la literatura del seu temps.